# Benington (Hertfordshire)
Benington – wieś w Anglii, w hrabstwie Hertfordshire, w dystrykcie East Hertfordshire. Leży 12 km na północ od miasta Hertford i 44 km na północ od centrum Londynu.